# Nilo Suburú
Nilo Juan Suburú (Lascano, Rocha, 1920 - 1982) fue un  periodista deportivo uruguayo que publicó varios libros sobre fútbol.

## Biografía
Realizó la primera formación en su ciudad natal para luego continuar estudios secundarios en Montevideo. Cursó estudios de abogacía que no concluyó y se obtuvo un empleo en la Cámara de Representantes en 1947.
En paralelo realizaba trabajos para varios medios, como El Plata donde utilizando el seudónimo Fantasma realizaba crónicas humorísticas sobre fútbol; escribió en El País (como Mr.  Wembley), La Mañana y El Día con el seudónimo Juanil. Se desempeñó como corresponsal de publicaciones extranjeras y fue el editor de la revista Todo Sport. 
Se integró al Partido Colorado y fue candidato a diputado en las elecciones de 1958.

## Obra
- Fútbol uruguayo y fútbol moderno (1959)
- Fútbol pasión del mundo (tapas e ilustraciones de José Rivera. 1963)
- Dos palabras para el gol: Alberto Spencer (1967)
- Primer diccionario del fútbol (ilustraciones de Carlos Millot. 1968)
- Al fútbol se juega así: catorce verdades universales (1968)